# Gobelin (dokumentarfilm)
Gobelin er en dansk dokumentarfilm fra 1985 instrueret af Lise Blom.

## Handling
I løbet af et år har Det Danske Filmværksted skildret situationer og stemninger i Ungdomshuset i København. Huset er selvstyrende og en aktiv base for BZ'ere, punkere og andet udskud. Filmen er en blanding af fiktion og dokumentar, der beskriver et forløb, set fra en person i periferien: koncerter, film, fællesspisning, teater/happenings, musikudøvelse, nattevagter og møder.